# Gabriela Martínez y Martínez
Gabriela Martínez y Martínez (Ciudad de México, 13 de febrero de 1971)  fue una artista, curadora, docente e investigadora mexicana en el campo de las artes visuales. Desde 1997 vive y trabaja en la ciudad de Querétaro, incursionado en diversas disciplinas artísticas como fotografía, pintura, instalación, escultura, video, acción y escenografía. Ha realizado más de 60 exposiciones colectivas y 10 individuales en galerías, museos y centros culturales, concentrándose en el erotismo, el fragmento, la invisibilidad y el problema de la violencia.

## Formación
Comenzó sus estudios en el campo de las artes visuales a partir de estudiar un programa técnico en diseño gráfico en la Escuela Michoacana de Diseño. Posteriormente estudió la licenciatura en Artes Visuales con especialidad en Artes Plásticas en la Facultad de Bellas Artes de la Universidad Autónoma de Querétaro y la maestría en Arte Contemporáneo y Sociedad en la misma institución. De este último programa se tituló con Mención Honorífica con la tesis "De la violencia a la cruel espectralidad en la obra de Teresa Margolles", dirigida por la Dra. Teresa Bordons Gangas. Más tarde completó el programa de doctorado en Artes de la Universidad de Guanajuato donde desarrolló el proyecto "Visible invisibilización. Aproximaciones en torno a la violencia"

## Trayectoria
Desde 2004 se ha desempeñado como docente en la Universidad Autónoma de Querétaro, institución en la cual también participó como coordinadora de "Factoría de Creatividad, Arte y Desarrollo Cultural" por lo cual tuvo a su cargo el Centro de Arte Bernardo Quintana Arrioja. De 2009 a 2015 formó parte del colectivo "Hilo Rojo", centrado en el desarrollo de acciones e intervención en espacio público, abordando las problemáticas que se generan a partir de la vigilancia, la desigualdad, la pobreza, los sistemas de control. El objetivo principal de Hilo Rojo fue exponer la violencia de diversos lugares como un acto de reflexión, a través de instalaciones y videos.
Uno de sus proyectos más trascendentales fue participar como creadora, directora, curadora y artista en el proyecto "Visible invisibilización", una Muestra Internacional de Arte Contemporáneo exhibida de agosto a noviembre de 2013 y concebida a partir de su trabajo de investigación en los estudios de posgrado. Este proyecto, coordinado junto con Said Dokins, exploró diversas expresiones artísticas que abordan al tema de la violencia en México y Latinoamérica a través de una exposición de arte multidisciplinario con 27 artistas nacionales e internacionales, y la realización de actividades paralelas como talleres, clínicas, seminarios y conferencias con artistas y académicos especialistas en la materia.
La exposición y sus actividades paralelas tuvieron la finalidad de contribuir al desarrollo artístico y cultural en la ciudad de Querétaro, generando un campo de reflexión y discusión pública sobre el tema de la violencia en la región, para analizar las circunstancias actuales de la experiencia estética y su relación con la producción, recepción y representación de la violencia. La artista contó con el apoyo de la convocatoria para Proyectos de Inversión en la Producción de Pintura Nacional (CONACULTA/INBA) y el Fondo para las Artes de la Fundación BBVA Bancomer para su producción, desarrollo y montaje en 2013 y su posterior itinerancia al Museo de Arte Contemporáneo "Afredo Zalce" en la ciudad de Morelia, en 2014. Algunos de los artistas participantes fueron Teresa Margolles, Enrique Ježik, Miguel Ángel Rojas, Pedro Reyes, César Martínez, Lorena Wolffer, Adela Goldbard, Edwin Sánchez , Artemio, Fernando Llanos, Ximena Labra, Joaquín Segura, Isaac Torres, Miguel Rodríguez Sepúlveda, Oscar Salamanca, Rubén Gutiérrez, Sayak Valencia, Taniel Morales, Andrés Orjuela, Yuri Hernando Forero, Hilo Rojo, Colectivo SDMR, Enrique Hernández, Fausto Gracia, Los Rayos (Daniela Schmidt/Sergio Umansky), Víctor Pérez-Rul y Yorchil Medina.
En 2014 presentó la exposición "Disolución, existencia y fragmentariedad" para la cual la escritora mexicana Cristina Rivera Garza preparó un texto en donde, siguiendo a Joan Copjec, recuerda la importancia de ver al mundo desde "el lado donde ha quedado la marca de lo que ya no está. El lugar de la traza. La confirmación de lo que estuvo. El carácter indestructible de lo que es. Lo que importa en esa manera de mirar no es lo que está, sino ese otro mítico a punto de no ser que es todo fragmento [...] Lo que no está nos obliga a dar. En el momento menos pensado, eso que no está nos induce a ver. Como un eco apenas perceptible pero constante, esos trasiegos con lo que no está van configurando una cronología subterránea y, punto a punto, paralela a la vida de todos los días. Más invisible entre más cierta, y viceversa. Supongo que esa es la razón principal por la cual soñamos. Tal vez es, incluso, la razón por la cual escribimos y, en el caso de Gabriela Martínez, la razón por la cual pintamos. Los muertos." Esta exposición se presentó del 14 de julio al 14 de agosto en la Galería Libertad.
En diciembre de 2018 inauguró una exposición individual en el Museo de la Ciudad con el nombre de "Impermanencia", que contó con el apoyo del Programa de Estímulo a la Creación y Desarrollo Artístico (PECDA) en la categoría "Creadores e intérpretes con trayectoria". En esta muestra exploró su batalla contra el cáncer, presentando en el texto de sala: "Exploro campos del cuerpo y el cruce entre el arte y la medicina. La experiencia de vulnerabilidad me obliga a trabajar como necesidad. Y esa necesidad la traslado al arte a través de distintos medios, o quizá, como forma de resistencia o como estrategia para reafirmar la vida (...) Este es un proyecto que me consume, pero a la inversa, me consume para volver a construirme, para volver a amarme, rehacerme (...) Amo profundamente la vida, su propia impermanencia, incluso amo a la muerte, hay mucho que me sostiene, pero fundamentalmente el arte". Para esta exposición la artista convocó a su familia inmediata y algunos artistas queretanos para colaborar con piezas para una sección titulada "Del cuidado de mi familia y de mis amigos" incluyendo a artistas establecidos como Margara de Heane, Mónica Garrido y Rafael Ontiveros.
Durante su tiempo coordinando el Centro de Arte Bernardo Quintana Arrioja fue responsable de la presentación del trabajo de artistas como Víctor Pérez-Rul, Mónica Garrido, 3herrera y Eduardo Fauquembergue. Atravesando su interés artístico y académico por el fenómeno de las violencias, fue también responsable de la presentación de una selección de fotografías del periodista asesinado Rubén Espinosa Becerril, trabajando, en sus palabras, "en pro de reconstruirnos, unirnos como humanidad y conformar una sociedad más justa, equitativa, con mayor igualdad y justicia."
Fue responsable de la curaduría de la muestra “Utopía y Deriva: relatos en tránsito”, en la que 12 artistas internacionales abordan el fenómeno de la migración mediante diversas prácticas artísticas contemporáneas. Entre los artistas que participaron en la muestra se encontraron de México, Teresa Margolles, Ruth Vigueras, Joaquín Segura, José Garibay, Pablo Parga, Demian Chávez y Said Dokin; de Argentina, Enrique Ježik; de Colombia, Andrés Orjuela y Yury Forero; de Canadá, Christine Bault; y de Perú, Daniela Ortiz. Durante este periodo también fue responsable de diseñar la museografía para la exposición "La propagación del mal. Crónicas sobre la justicia en la Ciudad de México" con el apoyo del Centro Cultural España en México, Centro Cultural Border, Instituto Nacional de Antropología e Historia (INAH), Fonoteca Nacional de México y de las Facultades de Filosofía (FFi), Ciencias Políticas y Sociales (FCPS) y Derecho (FD) de la UAQ.
En el año de 2019 fue una de las artistas invitadas a presentar su obra en la segunda exposición convocada por el Museo de Arte Contemporáneo de Querétaro titulada "Plástica Contemporánea Queretana".

### Apoyos y distinciones
Fue becada por el CONECULTA dentro de su programa de apoyo a Jóvenes Creadores para la producción de "Eros - yo substancia" en el año 2001. Ha sido en dos ocasiones acreedora de fondos otorgados por el Instituto Queretano para la Cultura y las Artes (ahora Secretaría de Cultura) en su Programa de Apoyo a la Producción Artística (APOYARTE), la primera vez en 2006 y posteriormente en 2010. En 2012 recibió el respaldo financiero del Fondo para las Artes de la Fundación BBVA Bancomer y concursó fondos de la convocatoria para Proyectos de Inversión en la Producción de Pintura Nacional de CONACULTA/INBA para producir la Muestra Internacional "Visible Invisibilización". Dos años después conseguiría fondear con los mismos patrocinadores su itinerancia a la ciudad de Morelia. En el año 2017 se vio beneficiada por el Programa de Estímulo a la Creación y Desarrollo Artístico (PECDA) para la producción y montaje de "Impermanente", presentada al final del año siguiente en el Museo de la Ciudad.
Otras distinciones incluyen:
- Seleccionada en la "Bienal Nacional de Pintura Centenario de la Constitución Leyes: Acuerdos, divergencias, paradojas". Galería Libertad, Querétaro, marzo de 2017.
- Becaria por la Universidad Autónoma de Querétaro para Estudios de Maestría, 2009-2010.[32]
- Seleccionada en el Concurso Alejandrina 2002. Universidad Autónoma de Querétaro. Agosto. Querétaro.
- Mención honorífica en el 1.er Concurso Nacional “Galería de carteles Sobre Cáncer y Tabaquismo”, INER, Ciudad de México, 1998.

Además, sus obras se encuentran recogidas en un número importante de catálogos de artistas queretanos como los editados por la Galería Libertad o la Galería DRT, además de distintas producciones universitarias.

## Selección de exposiciones individuales, colectivas y trabajo curatorial

### Exposiciones individuales
- "Impermanencia" (PECDA 2017) - Museo de la Ciudad de Querétaro, noviembre de 2018 a enero de 2019.[16]
- “Fragmentaciones, huella y muerte” - Universidad Autónoma de Querétaro, Campus Amealco, enero de 2012.[12]
- "Disolución, existencia y fragmentariedad" -  Galería Libertad, julio a agosto de 2011.[14]
- "Persistencia" - Tecnológico de Monterrey Campus Querétaro. Septiembre 2004.
- “Persistencia uno” - Galería Florencia Riestra, Ciudad de México. Octubre  2004.
- "Deseo ilusión" (Instalación, fotografía y video) - Galería Libertad, Querétaro. Agosto 2003.
- "Fragmentos" - Proart, Querétaro. Noviembre 2002.
- "Eros -yo Substancia II" - Galería Universitaria de Arte Contemporáneo, UAQ, Querétaro, septiembre de 2002.
- “Tierra de Mujeres” - Querétaro, Querétaro, agosto de 2002.
- "Puente 15" - agosto de 2002, Querétaro, Qro.
- “Eros -yo substancia” - Museo de la Ciudad. Querétaro, 2002.[30] Itinerada a la Universidad de Guanajuato, Guanajuato. 2002.

### Exposiciones colectivas
- "Bienal Nacional de Pintura Centenario de la Constitución Leyes: Acuerdos, divergencias y paradojas" - Galería Libertad, Querétaro. Marzo 2017.
- "Centenario de la Constitución" (XX Aniversario del Museo de la Ciudad) - Museo de la Ciudad, Querétaro. Febrero 2017
- Segunda etapa del Salón de la Plástica Contemporánea Queretana, Querétaro. Junio 2016.[33]
- "Homenaje al Dr. Atl" - Centro de Arte Bernardo Quintana, Querétaro. 2014[34]
- "Sensaciones compartidas" - Museo de Arte Contemporáneo, San Luis Potosí, marzo-junio de 2014.[35]
- "De Cierto, Desierto" (Con Hilo Rojo) - Galería Municipal Rosario Sánchez de Lozada, Querétaro, 2013.[36]
- "Sensaciones compartidas" - Museo de Arte de Querétaro, Querétaro. 2013
- "Línea de frontera" (Con Hilo Rojo) - XV Aniversario del Museo de la Ciudad de Querétaro. Febrero 2012.
- "Art Fest Internacional" (Con Hilo Rojo, presentando “Denzura”, Acción/video-instalación) - San Miguel de Allende, Guanajuato. Octubre 2011.
- "Prohibido gritar" (Con Hilo Rojo, presentando "Nombrar a los Muertos") - La Cámara-Espacio de Acción, San Miguel de Allende, Guanajuato. Septiembre 2011.
- "Cromosoma X" (Participación con  Objeto-instalación en Colectiva) - Museo de la Ciudad, Querétaro. Septiembre 2009.
- "Abstractos" (Colectiva del 7.º Aniversario de la Galería Municipal Rosario Sánchez de Lozada) -  Galería Municipal Rosario Sánchez de Lozada, Querétaro Julio - agosto 2009
- "Tienda de raya" (Participación con Arte-Objeto) - Saldarriaga, Querétaro. Abril 2008.
- Exposición de obra en la Galería JLS - Valle de Bravo, Estado de México. Agosto 2006.
- "13 Visiones" (Colectiva de Verano) - Galería Florencia Riestra, San Miguel de Allende, Guanajuato. Agosto 2006.
- "Las figuras del cosmos" - Banco de Comercio Exterior, Querétaro. Julio 2005.
- "Lugar" - Galería de Arte de la Casa de la Cultura, Municipio de Amealco. Julio 2004.
- "50 Aniversario de la Universidad Autónoma de Querétaro" - Museo de la Ciudad, Querétaro. Febrero 2004.
- "Disertación plástica" - Hotel Hacienda Jurica, Querétaro. 2002.
- "Pintores Queretanos" (Exposición itinerante organizada por CONECULTA y Universidad Autónoma de Querétaro) -  Norte y centro de México, abril de 2002 - febrero de 2003.
- "Alteridades" - Galería Puente 15, Querétaro, mayo de 2002
- "Nuevas Propuestas" - Galería Puente 15, Querétaro, febrero de 2002
- "Pintura Joven Queretarna" (Exposición itinerante) - Culiacán, Cd. Obregón, Mexicali, Tijuana, Nayarit. 2002
- "¿Vas a Seguir Sentado?" - Universidad Iberoamericana, Campus León, Guanajuato. Octubre 2001.
- "Soluble al agua" - Casa del Faldón, Querétaro. Agosto 2001
- "Las Puertas de  Sacamch'en" (Exposición, conferencias y mesas redondas indígenas sobre los derechos) - Museo de la Ciudad, Querétaro. Agosto 2001.
- "Ver es Pensar ver" - Galería de la Imagen, Facultad de Bellas Artes. UAQ.  Querétaro. 2001.
- "Arte concepto actual" (Instalación-acción-intervención) - Museo de la Ciudad, Querétaro. Abril 2001.
- 2.º Foro de Expresión Artística "Performa" - Museo de la Ciudad, Querétaro. Septiembre de 2000.
- "El grito de los excluid@s" - Museo de la Ciudad, Querétaro. Septiembre, 2000.
- "Interdisciplinariedades ..." - Galería Libertad, Querétaro. Mayo, 1998.

### Trabajo curatorial
- "Visible Invisibilización, Aproximaciones en torno a la violencia" (Diseño, Producción, Curaduría, Gestión y Dirección) - Querétaro, Querétaro y Morelia, Michoacán, 2013-2014[9]
- "Sepa la bola. Gráfica de Camilo Pérez Aguad" (Curaduría). Museo de la Ciudad, Querétaro. Mayo de 2011.
- “Tianquiztli” (Curaduría y Dirección). Proyecto independiente. 44 Artistas participantes, Galería Libertad, Querétaro. Agosto de 2009.[37]
- "Historia del ojo"  (Curaduría). Sala de Arte Siqueiros, FBA-UAQ, Querétarom, mayo-junio de 2009.
- “2137” (Curaduría). Sala de Arte Siqueiros, FBA-UAQ, Querétaro, diciembre de 2008-enero de 2009.
- "6º Congreso Sobre Ambiente" (Instalación artística, Curaduría y Dirección). Organizado por la Secretaría de Desarrollo Sustentable del Estado de Querétaro y la Universidad Autónoma de Querétaro. Junio de 2009.